# Léon Delsart
Léon Delsart, né le 8 décembre 1883 au Quesnoy (Nord) et décédé le 16 juillet 1969 à Hasnon (Nord), est un homme politique français.

## Biographie
Agriculteur, il est arrêté par les allemands en 1917 et incarcéré en Silésie. Maire de Nomain de 1922 à 1944, puis maire du Catelet de 1949 à 1958, conseiller d'arrondissement puis conseiller général du canton d'Orchies, il est député 1re circonscription de Douai de 1932 à 1936, inscrit au groupe des Républicains de gauche.
il est à l'initiative de la médaille des évadés par une proposition de loi en 1925 et qui aboutira par sa création en 1926.

## Sources
- « Léon Delsart », dans le Dictionnaire des parlementaires français (1889-1940), sous la direction de Jean Jolly, PUF, 1960 [détail de l’édition]